# Maxus
SAIC Maxus Automotive Corporation Limited, nombre comercial Maxus, es una marca de vehículos asiática de origen inglés. Actualmente es un fabricante de vehículos de pasajeros y comerciales, siendo una subsidiaria de SAIC Motor, poseedor de marcas como MG Motor y Roewe (anteriormente Rover).
Adicionalmente, SAIC fabrica vehículos completos para marcas como Cadillac, Iveco, Volkswagen, Škoda, etc., siendo el 7º fabricante automotriz más grande del mundo con más de 200.000 empleados.
Desde 2014, Maxus ha ganado liderazgo en la fabricación de vehículos 100% eléctricos y tecnologías de hidrógeno, así como también en vehículos de combustión interna.

## Nombre
La marca Maxus se originó del modelo LDV Maxus del difunto fabricante de vehículos comerciales británico LDV Group Limited (Leyland DAF Vehicle), tras la adquisición de la propiedad intelectual de LDV por SAIC en 2010.
El logotipo de Maxus es una combinación de tres triángulos que representa tecnología, confianza y progreso, los cuales son según sus ejecutivos, los pilares de la marca.[cita requerida]

## Historia
El primer producto Maxus, la furgoneta V80, fue exhibida en el Salón del Automóvil de Shanghái en abril de 2011. En el mismo mes SAIC firmó un acuerdo que nombra al grupo WestStar como el distribuidor oficial del V80 para la región del Asia-Pacífico. La ceremonia de inauguración del V80 fue realizada en Shanghái el 29 de junio de 2011. La venta de vehículos Maxus en Australasia empezó en 2012, a través del WMC Grup. En septiembre de 2013 fue anunciado que los vehículos Maxus serían vendidos en Tailandia en el 2014, como parte de un trato entre SAIC y SAIC Motor-CP Co.
En octubre de 2013, Maxus fue introducido a Arabia Saudí vía Haji Husein Alireza & Co. Ltd.
El segundo modelo de producción de Maxus, el G10 MPV, salió a la venta en China en marzo de 2014. En el mismo mes, Maxus fue introducido a Irán, Siria y los EAU.
Maxus fue lanzado en Indonesia en el Salón del Automóvil Internacional de Gaikindo Indonesia 2015 el 20 de agosto de 2015. El 14 de diciembre de 2015, Maxus fue lanzado oficialmente en Hong Kong con el V80 y el G10 siendo vendido en cooperación con Inchcape Grup. La marca fue lanzada en Singapur el 17 de diciembre de 2015 conjuntamente con Cycle & Carriage como distribuidor oficial, el cual era también patrocinador oficial del vehículo para  el 8.º ASEAN Para Games 2015.
A finales de 2017, Maxus es introducida por primera vez en el exigente mercado de Europa continental a través del distribuidor oficial español BMC Vehículos Industriales siendo todo un reto por ser una marca nueva desconocida. Para ello, fue propuesto al ingeniero Cayetano Peláez Molina (experto en marketing y automoción china) resultando la implantación en España todo un éxito consiguiendo una red comercial de 27 concesionarios multimarca en apenas 15 meses y los primeros 250 vehículos vendidos.
En abril de 2018, Andes Motor, empresa del Grupo Kaufmann anunció que será el distribuidor oficial de Maxus para Chile.
El 2 de octubre de 2018, Ayala Corporation anunció que AC Motors será el distribuidor oficial de vehículos Maxus en las Filipinas.

## Productos

### Actuales
La gama Maxus actual está compuesta por los siguientes modelos:

#### Serie D (SUV)
- Maxus D60 (2019-presente)
  - Maxus Euniq 6, variante eléctrica de D60 (2019-presente)
- Maxus D90 (2017-presente)

#### Serie G (MPV)
- Maxus G10 (2014-presente)
  - Maxus RG10, RV basado en G10 (2019-presente)
  - Maxus EG10, variante eléctrica del G10 (2016-presente)
- Maxus G20 (2019-presente)
- Maxus G50 (2018-presente)
  - Maxus Mifa 5, variante eléctrica del G50 (2023-presente)
  - Maxus Euniq 5, variante eléctrica del G50 (2019-2022)

- Maxus G70

- Maxus G90 (2022-presente)
  - Maxus Mifa 9 (2021-presente)

#### Serie T (camionetas)
- Maxus T60 (2016-presente)
- Maxus T70 (2019-presente)
- Maxus T90 (2021-presente)

#### Serie V (Furgonetas)
- Maxus EV30 (2018-presente)
- Maxus V70 (2022-presente)
- Maxus V80 (2011-presente)
  - Maxus RV80, RV basado en V80 (2016-presente)
  - Maxus EV80, variante eléctrica del V80 (2014-presente)
  - Maxus FCV80, variante extendida del V80
  - Maxus SV62 V80 chassis
- Maxus V90 (2019–present)

#### RVs
- Maxus V100, basado en el V90
- Maxus V80
- Maxus H90, basado en el Iveco Daily Ousheng
- Maxus T90

### Antiguos
- Maxus Istana
- Maxus LD100

### Conceptos
- Maxus D90 Concept (2016)
- Maxus Tarantula (2017)
- Maxus D60 Concept (2018)
- Maxus Concept Pickup (2020)
- Maxus Mifa (2021)
- Maxus GST (2023)

## Galería
|                            |
| Maxus EV30 (2019-presente) |

|                           |
| Maxus V80 (2011–presente) |

|                           |
| Maxus V90 (2019–presente) |

|                                                              |
| Maxus LD100 (2005–2009; under license) Maxus V80 (2009–2011) |

|                           |
| Maxus G10 (2014-presente) |

|                           |
| Maxus G20 (2019-presente) |

|                           |
| Maxus G50 (2019-presente) |

|                           |
| Maxus D60 (2019-presente) |

|                          |
| Maxus D90 (2017–present) |

|                          |
| Maxus Istana (2009–2014) |

|                          |
| Maxus T60 (2016–present) |

|                           |
| Maxus T70 (2019–presente) |

|                           |
| Maxus T90 (2021-presente) |

|             |
| Maxus EH300 |

## Línea Temporal
| 1885                  | 1896                  | 1901                  | 1904                  | 1905                  | 1910                  | 1913                  | 1922                  | 1930                  | 1951                  | 1952                      | 1961                      | 1962                      | 1965                      | 1966                      | 1967                      | 1968                              | 1981                              | 1982               | 1985               | 1986             | 1987             | 1993             | 1999                            | 2000                            | 2005                                  | 2006                                  | 2010                                  | 2011                                  | Presente                              |
| --------------------- | --------------------- | --------------------- | --------------------- | --------------------- | --------------------- | --------------------- | --------------------- | --------------------- | --------------------- | ------------------------- | ------------------------- | ------------------------- | ------------------------- | ------------------------- | ------------------------- | --------------------------------- | --------------------------------- | ------------------ | ------------------ | ---------------- | ---------------- | ---------------- | ------------------------------- | ------------------------------- | ------------------------------------- | ------------------------------------- | ------------------------------------- | ------------------------------------- | ------------------------------------- |
| Triumph Motor Company | Triumph Motor Company | Triumph Motor Company | Triumph Motor Company | Triumph Motor Company | Triumph Motor Company | Triumph Motor Company | Triumph Motor Company | Triumph Motor Company | Triumph Motor Company | Triumph Motor Company     | Triumph Motor Company     | Leyland Motor Corporation | Leyland Motor Corporation | Leyland Motor Corporation | Leyland Motor Corporation | British Leyland Motor Corporation | British Leyland Motor Corporation | Austin Rover Group | Austin Rover Group | Rover Group plc  | Leyland DAF      | Leyland DAF      | LDV Group (Paccar)              | LDV Group (Paccar)              | Roewe - MG Motor - Maxus (SAIC Motor) | Roewe - MG Motor - Maxus (SAIC Motor) | Roewe - MG Motor - Maxus (SAIC Motor) | Roewe - MG Motor - Maxus (SAIC Motor) | Roewe - MG Motor - Maxus (SAIC Motor) |
|                       | Leyland Motor Ltd.    | Leyland Motor Ltd.    | Leyland Motor Ltd.    | Leyland Motor Ltd.    | Leyland Motor Ltd.    | Leyland Motor Ltd.    | Leyland Motor Ltd.    | Leyland Motor Ltd.    | Leyland Motor Ltd.    | Leyland Motor Ltd.        | Leyland Motor Ltd.        | Leyland Motor Corporation | Leyland Motor Corporation | Leyland Motor Corporation | Leyland Motor Corporation | British Leyland Motor Corporation | British Leyland Motor Corporation | Austin Rover Group | Austin Rover Group | Rover Group plc  | Rover Group plc  | Rover Group plc  | MG Rover Group                  | MG Rover Group                  | Roewe - MG Motor - Maxus (SAIC Motor) | Roewe - MG Motor - Maxus (SAIC Motor) | Roewe - MG Motor - Maxus (SAIC Motor) | Roewe - MG Motor - Maxus (SAIC Motor) | Roewe - MG Motor - Maxus (SAIC Motor) |
|                       |                       | Rover Company         |                       |                       |                       |                       |                       |                       |                       |                           |                           | Leyland Motor Corporation | Leyland Motor Corporation | Leyland Motor Corporation | Leyland Motor Corporation | British Leyland Motor Corporation | British Leyland Motor Corporation | Austin Rover Group | Austin Rover Group | Rover Group plc  | Rover Group plc  | Rover Group plc  | MG Rover Group                  | MG Rover Group                  | Roewe - MG Motor - Maxus (SAIC Motor) | Roewe - MG Motor - Maxus (SAIC Motor) | Roewe - MG Motor - Maxus (SAIC Motor) | Roewe - MG Motor - Maxus (SAIC Motor) | Roewe - MG Motor - Maxus (SAIC Motor) |
|                       | Riley Motors          | Riley Motors          | Riley Motors          | Riley Motors          | Riley Motors          | Riley Motors          | Riley Motors          | Riley Motors          | Riley Motors          | British Motor Corporation | British Motor Corporation | British Motor Corporation | British Motor Corporation | British Motor Holdings    | British Motor Holdings    | British Leyland Motor Corporation | British Leyland Motor Corporation | Austin Rover Group | Austin Rover Group | Rover Group plc  | Rover Group plc  | Rover Group plc  | MG Rover Group                  | MG Rover Group                  | Roewe - MG Motor - Maxus (SAIC Motor) | Roewe - MG Motor - Maxus (SAIC Motor) | Roewe - MG Motor - Maxus (SAIC Motor) | Roewe - MG Motor - Maxus (SAIC Motor) | Roewe - MG Motor - Maxus (SAIC Motor) |
|                       |                       | Wolseley Motors       |                       |                       |                       |                       |                       |                       |                       | British Motor Corporation | British Motor Corporation | British Motor Corporation | British Motor Corporation | British Motor Holdings    | British Motor Holdings    | British Leyland Motor Corporation | British Leyland Motor Corporation | Austin Rover Group | Austin Rover Group | Rover Group plc  | Rover Group plc  | Rover Group plc  | MG Rover Group                  | MG Rover Group                  | Roewe - MG Motor - Maxus (SAIC Motor) | Roewe - MG Motor - Maxus (SAIC Motor) | Roewe - MG Motor - Maxus (SAIC Motor) | Roewe - MG Motor - Maxus (SAIC Motor) | Roewe - MG Motor - Maxus (SAIC Motor) |
|                       |                       |                       | Austin Motor Company  |                       |                       |                       |                       |                       |                       | British Motor Corporation | British Motor Corporation | British Motor Corporation | British Motor Corporation | British Motor Holdings    | British Motor Holdings    | British Leyland Motor Corporation | British Leyland Motor Corporation | Austin Rover Group | Austin Rover Group | Rover Group plc  | Rover Group plc  | Rover Group plc  | MG Rover Group                  | MG Rover Group                  | Roewe - MG Motor - Maxus (SAIC Motor) | Roewe - MG Motor - Maxus (SAIC Motor) | Roewe - MG Motor - Maxus (SAIC Motor) | Roewe - MG Motor - Maxus (SAIC Motor) | Roewe - MG Motor - Maxus (SAIC Motor) |
|                       |                       |                       |                       | Morris Motors         | Morris Motors         | Morris Motors         | Morris Motors         | Morris Motors         | Morris Motors         | British Motor Corporation | British Motor Corporation | British Motor Corporation | British Motor Corporation | British Motor Holdings    | British Motor Holdings    | British Leyland Motor Corporation | British Leyland Motor Corporation | Austin Rover Group | Austin Rover Group | Rover Group plc  | Rover Group plc  | Rover Group plc  | MINI (BMW)                      | MINI (BMW)                      | MINI (BMW)                            | MINI (BMW)                            | MINI (BMW)                            | MINI (BMW)                            | MINI (BMW)                            |
|                       |                       |                       |                       |                       |                       |                       |                       | MG Cars               | MG Cars               | British Motor Corporation | British Motor Corporation | British Motor Corporation | British Motor Corporation | British Motor Holdings    | British Motor Holdings    | British Leyland Motor Corporation | British Leyland Motor Corporation | Austin Rover Group | Austin Rover Group | Rover Group plc  | Rover Group plc  | Rover Group plc  | Premier Automotive Group (Ford) | Premier Automotive Group (Ford) | Premier Automotive Group (Ford)       | Premier Automotive Group (Ford)       | Jaguar Land Rover (Tata Motors)       | Jaguar Land Rover (Tata Motors)       | Jaguar Land Rover (Tata Motors)       |
|                       |                       |                       |                       |                       | Jaguar Cars Ltd.      | Jaguar Cars Ltd.      | Jaguar Cars Ltd.      | Jaguar Cars Ltd.      | Jaguar Cars Ltd.      | Jaguar Cars Ltd.          | Jaguar Cars Ltd.          | Jaguar Cars Ltd.          | Jaguar Cars Ltd.          | British Motor Holdings    | British Motor Holdings    | British Leyland Motor Corporation | British Leyland Motor Corporation | Jaguar Cars Ltd.   | Jaguar Cars Ltd.   | Jaguar Cars Ltd. | Jaguar Cars Ltd. | Jaguar Cars Ltd. | Premier Automotive Group (Ford) | Premier Automotive Group (Ford) | Premier Automotive Group (Ford)       | Premier Automotive Group (Ford)       | Jaguar Land Rover (Tata Motors)       | Jaguar Land Rover (Tata Motors)       | Jaguar Land Rover (Tata Motors)       |
|                       |                       |                       |                       |                       | Aston Martin          | Aston Martin          | Aston Martin          | Aston Martin          | Aston Martin          | Aston Martin              | Aston Martin              | Aston Martin              | Aston Martin              | Aston Martin              | Aston Martin              | Aston Martin                      | Aston Martin                      | Aston Martin       | Aston Martin       | Aston Martin     | Aston Martin     | Aston Martin     | Premier Automotive Group (Ford) | Premier Automotive Group (Ford) | Premier Automotive Group (Ford)       | Premier Automotive Group (Ford)       | Aston Martin plc                      | Aston Martin plc                      | Aston Martin plc                      |